# 第7街／大都会中心站
第7街／大都会中心站（英語：7th Street/Metro Center station），是洛杉矶轨道交通红线、紫线、蓝线和博览线的地下车站，且是蓝线和博览线全程唯一一个地下车站，银线在车站周边的马路上停靠与本站成转乘故为五线换乘站。

## 车站设计
第7街/大都会中心站共有4层。地面为车站出口建设在路旁大楼内，地下一层为车站大厅，地下二层为蓝线和博览线共用的站台，地下三层为红线和紫线共用的站台岛式站台。本站设有侧式站台二个（蓝线和博览线）、岛式站台一个（红线和紫线）。蓝线和博览线上行为长滩和卡尔弗城方向，本站为下行方向终点站。红线和紫线上行为北好莱坞和威尔希尔/西方向、下行为联合车站方向。
地下二层的蓝线和博览线平行与花卉路穿过，地下三层的红线和紫线与第7街平行，走向成十字交叉。